# John Collins (poeta)
John Collins (1742 - 2 de maio de 1808) foi um poeta inglês. Ele publicou The Brush, uma coleção de canções.